# Czarnogłów
Czarnogłów (prononciation : [t͡ʂarˈnɔɡwuf]) est un village polonais de la gmina de Dobre dans le powiat de Mińsk de la voïvodie de Mazovie dans le centre-est de la Pologne.
Il se situe à environ 7 kilomètres à l'est de Dobre (siège de la gmina), 19 kilomètres au nord-est de Mińsk Mazowiecki (siège du powiat) et à 54 kilomètres à l'est de Varsovie (capitale de la Pologne).
Le village compte approximativement une population de 201 habitants en 2007.

## Histoire
De 1975 à 1998, le village appartenait administrativement à la voïvodie de Siedlce.